# 절대적 제육감
〈절대적 제육감〉(絶対的第六感 젯타이테키다이로쿠칸[*])는 일본의 여성 아이돌 그룹 히나타자카46의 노래. 2024년 9월 18일에 히나타자카46의 열두 번째 싱글로 소니 레코드에서 발매되었다. 노래의 센터 포지션은 쇼겐지 요코, 후지시마 카호가 맡았다.

## 발매 배경
Blu-ray가 들어있는 Type-A · B · C · D, CD뿐인 통상판의 다섯 형태로 발매.

## 선발 멤버

### 절대적 제육감
(센터: 쇼겐지 요코, 후지시마 카호)